# Against the Empire
Against the Empire es la octava novela de la serie The Last of the Jedi, basada en el universo de Star Wars, escrita por Jude Watson. Fue publicada por Scholastic Press en inglés el 1 de octubre de 2007. En español su publicación no está prevista y el título se traduciría como "Contra el Imperio".

## Argumento
Ferus Olin se encuentra tan afectado por la muerte de Roan que lo único que le permite seguir adelante es el hecho que el Emperador le vaya a enseñar el camino del Lado Oscuro, y que este camino le hará lo suficientemente poderoso para acabar con Darth Vader. En su primera lección Ferus utiliza la ira para destrozar una habitación, algo que nunca antes había conseguido realizar utilizando el lado luminoso de la Fuerza.
En el anterior libro, Amie Antin fue capturada dejando a Wil como el nuevo líder de la rebelión en Bellassa, “The Eleven”. Ferus idea un plan para rescatarla y sacarla fuera del planeta, para ello arma un grupo formado por Ry-Gaul, Solace y Clive Flax. Este grupo, y gracias al esfuerzo de la resistencia, consigue llegar a la base imperial cuando una tropa de stormtroopers custodia a Amie y merced a la acción de los Jedi y a la actuación de Flame consiguen rescatarla. Flame resulta herida en el proceso. Clive cree que ya había visto antes a Flame y decide investigarla, parte hacia el planeta natal de Flame, Acherin. Allí descubre que todos los que estuvieron en contacto con Flame han muerto y la única persona que sobrevive es asesinada cuando él se iba a entrevistar con ella. De vuelta pide ayuda a Astri para investigar a Flame.
Darth Vader se encuentra con la investigadora Jenna Zan-Arbor porque este ha descubierto que la investigadora de moral perversa ha encontrado un modo de borrar fragmentos de memoria. Vader quiere eliminar los fragmentos de su memoria que tienen que ver con Padme y Obi-Wan. La investigadora siempre ha sido ambiciosa y acepta la generosa oferta tanto económica como profesional de Darth Vader sin pensárselo. Jenna le solicita a Darth Vader a niños para experimentar con ellos ya que es más fácil tratar con sujetos que tengan menos recuerdos que un adulto.
En la Academia Naval Imperial está el antiguo senador Sano Sauro quien aspiraba al puesto de gobernador imperial del sistema Leemurtoo, pero que en su lugar fue elegido Bog Divinian, el padre de Lune. Sano Sauro recibe una orden de Darth Vader, debe conseguir un niño que no levante sospechas para un experimento especial, Sano decide que una buena manera de vengarse de Bog es hacerle creer que Darth Vader necesita un niño para alguna misión especial y así hacer que entregue voluntariamente a su propio hijo para el experimento, creyendo que de esta manera ganaría prestigio ante el Imperio. Sin mucha dificultad Sano manipula a Bog para que presente a Lune como candidato. 
En la Academia Trever y Lune estaban planeando escapar de allí cuando son sorprendidos por el instructor Maggis y Lune es recogido por su padre quien lo lleva ante Darth Vader, y pese a que se sorprende al descubrir para qué lo necesita, decide que el experimento puede ser útil para hacerle olvidar a su madre, Astri Oddo. Darth Vader se percata que Lune tiene habilidades de la Fuerza pero no dice nada porque quiere ver los efectos del experimento sobre adeptos en la Fuerza. 
El instructor Maggis era un antiguo profesor que se encuentra desencantado con el Imperio por lo que decide ayudar a escapar a Trever.
Mientras tanto Ferus, decide, según las costumbres de Bellassa, visitar a la familia de Roan para presentar sus respetos por su muerte, la familia de Roan se muestra compasiva con él y no creen que trabaje para el Imperio. Ferus abrumado por este cariño tiene que salir de la habitación para tomar aire, afuera se encuentra con la prima de Roan, Malory, quien le cuenta que estudió medicina en Coruscant y que declinó trabajar en “EmPal SureCon” (Emperor’s Surgical Reconstruction Center), un centro para el tratamiento de heridas graves y reconstrucciones del que se había hecho cargo, y renombrado, el Emperador poco antes del fin de las Guerras Clon. Ferus le pide que solicite trabajar allí para conseguir información sobre la identidad de Darth Vader, ya que cree que esa es la clave para vencerle. Malory consigue el trabajo e introduce a Ferus quien se dedica a buscar información sobre Darth Vader, cegado por el lado oscuro a punto está de no ayudar a Lune, pero finalmente vuelve en sí y lo rescata del centro médico ayudado por Trever y Maggis que pasan justo por allí en ese momento.
Ferus es promocionado a “Head Inquisidor” (inquisidor jefe) y comienza a trabajar con Hydra en la búsqueda de adeptos de la Fuerza, en primer lugar examinando una lista de posibles candidatos.
Ferus contacta con Obi-Wan a quien le relata la lista de candidatos que tiene, Obi-Wan le dice que preste atención al caso de una niña pequeña de Alderaan, no le dice porque, Ferus ya sabe que otras veces Obi-Wan no le ha explicado porque, así que decide hacerle caso sin preguntar ya que Obi-Wan le dice que es importante.